# È vero (che ci sei)
È vero (che ci sei) è un brano musicale interpretato dal cantante italiano Alessandro Casillo e pubblicato come singolo il 30 gennaio 2012.
Il brano è stato scritto da Matteo Bassi ed Emiliano Bassi, ed è stato presentato al Festival di Sanremo 2012, dove ha vinto nella categoria Sanremosocial.
Il brano è stato incluso nell'album È vero, album di debutto di Casillo.

## Tracce
Download digitale
1. È vero (che ci sei) - 3:45

## Classifiche
| Classifica (2012) | Posizione massima |
| ----------------- | ----------------- |
| Italia            | 30                |